# Fuqiang
Fuqiang (kinesiska: 富强, 富强乡) är en socken i Kina. Den ligger i provinsen Heilongjiang, i den nordöstra delen av landet, omkring 420 kilometer nordost om provinshuvudstaden Harbin. Antalet invånare är 4 655. Befolkningen består av 2 298 kvinnor och 2 357 män. Barn under 15 år utgör 15,0 %, vuxna 15-64 år 78 %, och äldre över 65 år 6,0 %.
Genomsnittlig årsnederbörd är 824 millimeter. Den regnigaste månaden är juli, med i genomsnitt 176 mm nederbörd, och den torraste är januari, med 7 mm nederbörd.